# Lonicera nitida
Espèce
Classification phylogénétique

LONICERA Nitida (Caprifoliacées)

Lonicera nitida, le Chèvrefeuille arbustif, Chèvrefeuille luisant ou Chèvrefeuille nain (en anglais Wilson's Honeysuckle), est un arbrisseau de la famille des caprifoliacées.

## Synonymes
- Chamaecerasus nitida hort.
- Lonicera ligustrina var. yunnanensis

## Description
Arbrisseau vivace au feuillage persistant, il peut atteindre 3 m de hauteur ; il convient parfaitement à l'édification de massifs, ses fleurs parfumées sont appréciées.

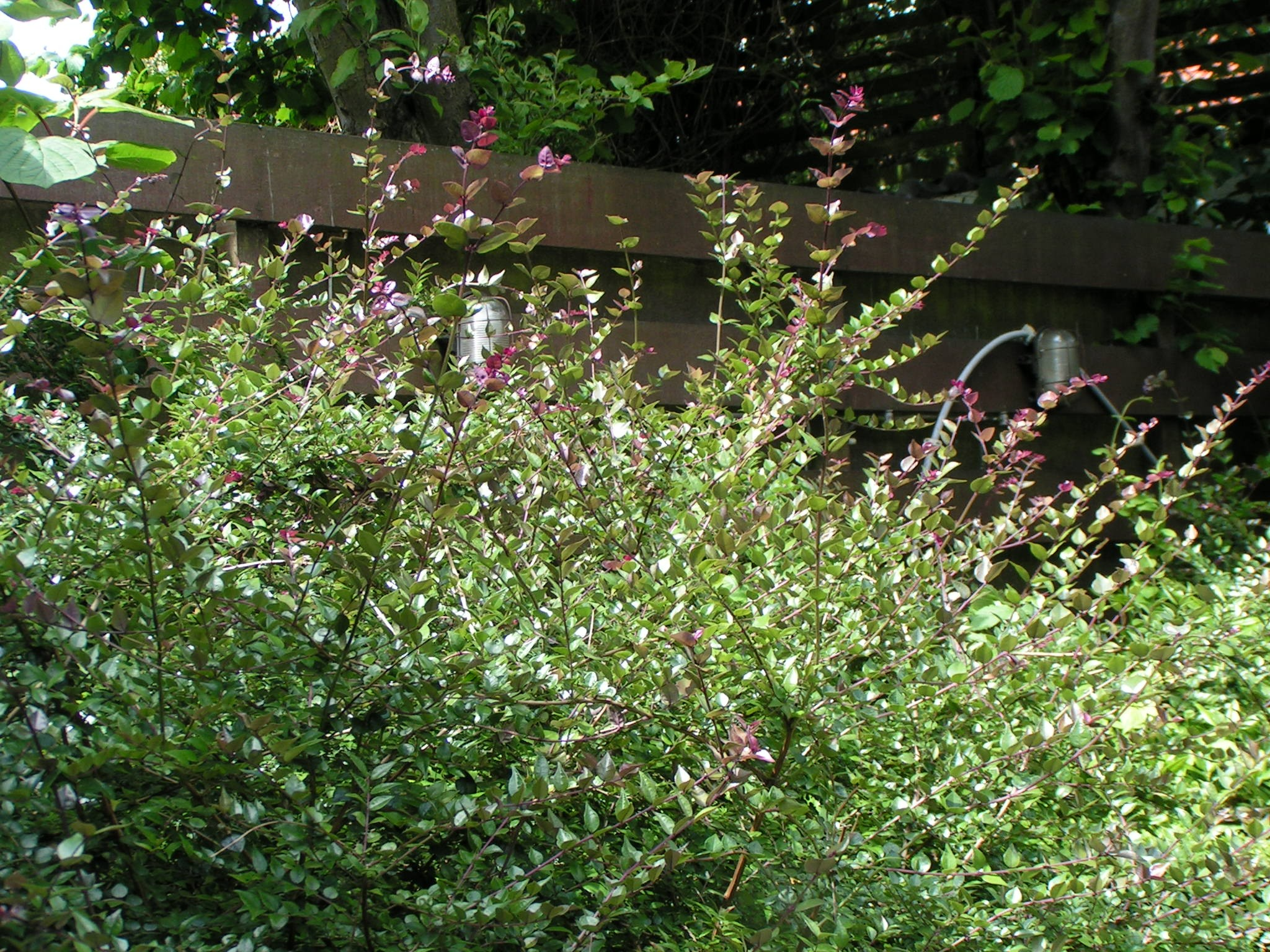
Chèvrefeuille arbustif

### Caractéristiques
Organes reproducteurs
- Couleur dominante des fleurs : blanc-verdâtre
- Période de floraison : mai
- Inflorescence : cyme multipare
- Sexualité : hermaphrodite
- Ordre de maturation :
- Pollinisation : entomogame, autogame

Graine
- Fruit : baie toxique
- Dissémination : endozoochore

## Habitat et répartition
Originaire du sud-ouest de la Chine, et parfois naturalisé en Europe à partir des jardins.